# 中亚银穗草
中亚银穗草（学名：Leucopoa caucasica），为禾本科银穗草属下的一个植物种。

## 特征
多年生，密丛。
秆直立，高30-50厘米，基部为褐色枯鞘所包围。
叶舌短；叶片扁平，长6-15厘米，宽约2毫米。
圆锥花序长圆形，长7-12厘米，疏松；小穗椭圆形，绿白色，含4-6小花，长7-10毫米；颖顶端尖，具脊，先端粗糙，第一颖披针形，长5-6毫米，第二颖长6-7毫米，中脉明显成脊，2侧脉不明显；外稃长约8毫米，长圆状卵形或披针形，具脊，有明显的粗脉，被微柔毛，先端尖，粗糙；内稃长圆形，顶端全缘，花药长。花期6-7月。